# RideLondon-Classique 2016
La 4e édition de RideLondon-Classique a lieu le 30 juillet 2016. C'est la treizième épreuve de l'UCI World Tour féminin 2016. Elle est remportée au sprint par Kirsten Wild devant Nina Kessler et Leah Kirchmann.

## Parcours
La course se dispute dans le centre historique de Londres autour du St James's Park. L'arrivée se trouve sur The Mall. La montée de la Constitution Hill est la seule difficulté du parcours. Douze tours du circuit de 5,5 kilomètres sont réalisés, soit un total de 66 kilomètres.

### Primes
L'épreuve se dit être la mieux dotée au monde pour le peloton féminin. La grille de prix est la suivante :
| Position | 1er      | 2e       | 3e      | 4e      | 5e      | 6e      | 7e   | 8e      | 9e    | 10e   |
| Prix     | 25 000 € | 12 500 € | 6 000 € | 3 000 € | 2 000 € | 1 500 € | 61 € | 1 000 € | 750 € | 750 € |

## Équipes
| Équipes UCI             | Équipes UCI | Équipes UCI |
| Nom de l'équipe         | Pays        | Code        |
| ----------------------- | ----------- | ----------- |
| Alé Cipollini           | Italie      | ALE         |
| Astana Women's          | Kazakhstan  | ASA         |
| Bepink                  | Italie      | BPK         |
| BTC City Ljubljana      | Slovénie    | BTC         |
| Canyon-SRAM Racing      | Allemagne   | LPR         |
| Cervélo Bigla           | Suisse      | CBT         |
| Cylance                 | États-Unis  | CPC         |
| Drops                   | Royaume-Uni | DRP         |
| Hitec Products          | Norvège     | HPU         |
| Lensworld-Zannata-Etixx | Belgique    | LZE         |

| Équipes UCI                     | Équipes UCI | Équipes UCI |
| Nom de l'équipe                 | Pays        | Code        |
| ------------------------------- | ----------- | ----------- |
| Liv-Plantur                     | Pays-Bas    | TLP         |
| Orica-AIS                       | Australie   | OGE         |
| Podium Ambition                 | Royaume-Uni | PAC         |
| Parkhotel Valkenburg            | Pays-Bas    | PHV         |
| Poitou Charentes Futuroscope 86 | France      | FUT         |
| Rabo Liv Women                  | Pays-Bas    | RBW         |
| Tibco-SVB                       | États-Unis  | TIB         |
| Topsport Vlaanderen-Etixx       | Belgique    | VLL         |
| Rally                           | États-Unis  | RLW         |
| Wiggle High5                    | Royaume-Uni | WHT         |

| Sélection nationale             | Sélection nationale | Sélection nationale |
| Nom de l'équipe                 | Pays                | Code                |
| ------------------------------- | ------------------- | ------------------- |
| Sélection nationale britannique | Royaume-Uni         |                     |

## Récit de la course
Roxane Knetemann attaque la première dans le deuxième tour. Elle est accompagnée de Lotta Lepistö, Valentina Scandolara, Winanda Spoor, Anna Plichta et Marta Tagliaferro. Cependant la vitesse élevée du peloton empêche toute échappée de se développer. Le groupe est repris dans le troisième tour. Claire Rose et Anouska Koster tentent ensuite leur chance, poursuit par quelques autres coureuses. La formation Wiggle High5 veille et fait revenir le peloton sur les fuyardes. D'autres attaques suivent, sans succès. Un groupe constitué d'Alice Maria Arzuffi, Lucinda Brand et Lauren Hall part avant le sprint intermédiaire. La Néerlandaise empoche les points avant que le groupe ne se fasse reprendre. Jeanne Korevaar contre, mais ne peut espérer rester seule en tête durant les huit tours restants. Peu avant le second sprint intermédiaire une échappée composée d'Ingrid Drexel, Erica Allar et Stephanie Pohl sort mais se fait reprendre avant la ligne. Alexis Ryan gagne ce classement par points. Un autre groupe de sept coureuses part avec notamment Jeanne Korevaar et Maria Giulia Confalonieri mais l'équipe Liv-Plantur chasse et les reprend. Jessica Allen attaque ensuite et creuse le plus grand écart de la journée avec quatre tours restants à parcourir. Amy Pieters et Ingrid Drexel la rejoigne mais toutes sont reprises à deux tours de l'arrivée. Le troisième sprint intermédiaire est reporté par Sarah Roy devant Lucinda Brand et Lotta Lepistö. Une chute se produit dans le final au milieu du peloton. Au sprint, malgré les efforts de l'équipe Canyon-SRAM pour emmener le sprint, c'est Kirsten Wild qui s'impose facilement devant Nina Kessler qui est restée dans la roue de la première et Leah Kirchmann. À noter que Kirsten Wild et Nina Kessler ont remporté ensemble le titre de championne des Pays-Bas de l'Américaine en 2015.

## Classement final
| \| Classement général \| Classement général \| Classement général \| Classement général \| Classement général \| \| Coureuse \| Coureuse \| Pays \| Équipe \| Temps \| \| ------------------ \| ------------------------- \| ------------------ \| ------------------ \| ------------------ \| \| 1re \| Kirsten Wild \| Pays-Bas \| Hitec Products \| 1 h 28 min 12 s \| \| 2e \| Nina Kessler \| Pays-Bas \| Lensworld-Zannata \| + 0 s \| \| 3e \| Leah Kirchmann \| Canada \| Liv-Plantur \| + 0 s \| \| 4e \| Lucinda Brand \| Pays-Bas \| Rabo Liv Women \| + 0 s \| \| 5e \| Maria Giulia Confalonieri \| Italie \| Lensworld-Zannata \| + 0 s \| \| 6e \| Joëlle Numainville \| Canada \| Cervélo Bigla \| + 0 s \| \| 7e \| Anouska Koster \| Pays-Bas \| Rabo Liv Women \| + 0 s \| \| 8e \| Carmen Small \| États-Unis \| Cylance \| + 0 s \| \| 9e \| Hannah Barnes \| Royaume-Uni \| Canyon-SRAM Racing \| + 0 s \| \| 10e \| Alice Barnes \| Royaume-Uni \| Drops \| + 0 s \| |                           |             |                    |                 |
| |                           |             |                    |                 |
| Sources : ProCyclingStats Cycling Quotient |                           |             |                    |                 |
| Classement général |                           |             |                    |                 |
| Coureuse | Coureuse                  | Pays        | Équipe             | Temps           |
| 1re | Kirsten Wild              | Pays-Bas    | Hitec Products     | 1 h 28 min 12 s |
| 2e | Nina Kessler              | Pays-Bas    | Lensworld-Zannata  | + 0 s           |
| 3e | Leah Kirchmann            | Canada      | Liv-Plantur        | + 0 s           |
| 4e | Lucinda Brand             | Pays-Bas    | Rabo Liv Women     | + 0 s           |
| 5e | Maria Giulia Confalonieri | Italie      | Lensworld-Zannata  | + 0 s           |
| 6e | Joëlle Numainville        | Canada      | Cervélo Bigla      | + 0 s           |
| 7e | Anouska Koster            | Pays-Bas    | Rabo Liv Women     | + 0 s           |
| 8e | Carmen Small              | États-Unis  | Cylance            | + 0 s           |
| 9e | Hannah Barnes             | Royaume-Uni | Canyon-SRAM Racing | + 0 s           |
| 10e | Alice Barnes              | Royaume-Uni | Drops              | + 0 s           |

### UCI World Tour
| Position           | 1er | 2e  | 3e | 4e | 5e | 6e | 7e | 8e | 9e | 10e | 11e | 12e | 13e | 14e | 15e | 16e | 17e | 18e | 19e | 20e |
| Classement général | 120 | 100 | 85 | 70 | 60 | 50 | 40 | 35 | 30 | 25  | 20  | 18  | 16  | 14  | 12  | 10  | 8   | 6   | 4   | 2   |

## Liste des participantes
| Légende | Légende                                                                    | Légende | Légende                                                    |
| ------- | -------------------------------------------------------------------------- | ------- | ---------------------------------------------------------- |
| Num     | Dossard de départ porté par le coureur sur cette RideLondon-Classique      | Pos     | Position à l'arrivée de la course                          |
|         | Indique un maillot de champion national ou mondial, suivi de sa spécialité | NP      | Indique un coureur qui n'a pas pris le départ de la course |
| AB      | Indique un coureur qui n'a pas terminé la course                           | HD      | Indique un coureur qui a terminé la course hors des délais |

| Canyon-SRAM Racing LPR          | Canyon-SRAM Racing LPR       | Canyon-SRAM Racing LPR |
| ------------------------------- | ---------------------------- | ---------------------- |
| Num                             | Coureur                      | Pos                    |
| 1                               | Mieke Kröger (GER)           | 81e                    |
| 2                               | Tiffany Cromwell (AUS)       | 27e                    |
| 3                               | Hannah Barnes* (GBR) (route) | 9e                     |
| 4                               | Alexis Ryan * (USA)          | 28e                    |
| Directeur sportif : BEth Duryea |                              |                        |

| Cylance CPC                        | Cylance CPC                   | Cylance CPC |
| ---------------------------------- | ----------------------------- | ----------- |
| Num                                | Coureur                       | Pos         |
| 11                                 | Carmen Small (USA)            | 8e          |
| 12                                 | Sheyla Gutierrez Ruiz* (ESP)  | 75e         |
| 13                                 | Doris Schweizer (SUI) (route) | 56e         |
| 14                                 | Valentina Scandolara (ITA)    | AB          |
| 15                                 | Alison Tetrick (USA)          | 101e        |
| 16                                 | Rachele Barbieri * (ITA)      | 66e         |
| Directeur sportif : Manel Lacambra |                               |             |

| Alé Cipollini ALE                        | Alé Cipollini ALE         | Alé Cipollini ALE |
| ---------------------------------------- | ------------------------- | ----------------- |
| Num                                      | Coureur                   | Pos               |
| 21                                       | Marta Bastianelli (ITA)   | 12e               |
| 22                                       | Annalisa Cucinotta (ITA)  | 92e               |
| 23                                       | Anna Trevisi (ITA)        | ?                 |
| 24                                       | Marta Tagliaferro (ITA)   | 59e               |
| 25                                       | Martina Alzini* (ITA)     | 86e               |
| 26                                       | Małgorzata Jasińska (POL) | 44e               |
| Directeur sportif : Fortunato Lacquaniti |                           |                   |

| Astana Women's ASA                | Astana Women's ASA      | Astana Women's ASA |
| --------------------------------- | ----------------------- | ------------------ |
| Num                               | Coureur                 | Pos                |
| 31                                | Sofia Bertizzolo* (ITA) | 47e                |
| 32                                | Ingrid Drexel* (MEX)    | 31e                |
| 33                                | Arianna Fidanza* (ITA)  | 30e                |
| 34                                | Sara Pillon* (ITA)      | AB                 |
| 35                                | Fanny Riberot (FRA)     | 70e                |
| Directeur sportif : Matteo Varago |                         |                    |

| Drops DRP                      | Drops DRP               | Drops DRP |
| ------------------------------ | ----------------------- | --------- |
| Num                            | Coureur                 | Pos       |
| 41                             | Alice Barnes (GBR)      | 10e       |
| 42                             | Rebecca Durrell (GBR)   | 54e       |
| 43                             | Abigail van Twisk (GBR) | 91e       |
| 44                             | Rebecca Womersley (GBR) | 57e       |
| 45                             | Annabel Simpson (GBR)   | 58e       |
| 46                             | Lucy Shaw (GBR)         | 96e       |
| Directeur sportif : Bob Varney |                         |           |

| Hitec Products HPU            | Hitec Products HPU         | Hitec Products HPU |
| ----------------------------- | -------------------------- | ------------------ |
| Num                           | Coureur                    | Pos                |
| 51                            | Kirsten Wild ( NED)        | 1re                |
| 52                            | Janicke Gunvaldsen ( NOR)  | 93e                |
| 53                            | Emilie Moberg ( NOR)       | 46e                |
| 54                            | Julie Leth ( DEN)          | 73e                |
| 55                            | Thea Thorsen ( NOR)        | 79e                |
| 56                            | Tone Hatteland Lima ( NOR) | AB                 |
| Directeur sportif : Karl Lima |                            |                    |

| Orica-AIS OGE                  | Orica-AIS OGE          | Orica-AIS OGE |
| ------------------------------ | ---------------------- | ------------- |
| Num                            | Coureur                | Pos           |
| 61                             | Sarah Roy (AUS)        | 17e           |
| 62                             | Jessica Allen* (AUS)   | 34e           |
| 63                             | Alexandra Manly* (AUS) | 35e           |
| 66                             | Jenelle Crooks* (AUS)  | 68e           |
| Directeur sportif : Gene Bates |                        |               |

| Lensworld-Zannata-Etixx LZE             | Lensworld-Zannata-Etixx LZE      | Lensworld-Zannata-Etixx LZE |
| --------------------------------------- | -------------------------------- | --------------------------- |
| Num                                     | Coureur                          | Pos                         |
| 71                                      | Alice Maria Arzuffi* (ITA)       | 26e                         |
| 72                                      | Maria Giulia Confalonieri* (ITA) | 5e                          |
| 73                                      | Annelies Dom (BEL)               | AB                          |
| 74                                      | Maaike Polspoel (BEL)            | 87e                         |
| 75                                      | Winanda Spoor (NED)              | 43e                         |
| 76                                      | Nina Kessler (NED)               | 2e                          |
| Directeur sportif : Heidi Van De Vijver |                                  |                             |

| Parkhotel Valkenburg PHV           | Parkhotel Valkenburg PHV | Parkhotel Valkenburg PHV |
| ---------------------------------- | ------------------------ | ------------------------ |
| Num                                | Coureur                  | Pos                      |
| 81                                 | Jip van den Bos* (NED)   | 14e                      |
| 83                                 | Janneke Ensing (NED)     | AB                       |
| 84                                 | Chanella Stougje (NED)   | AB                       |
| 85                                 | Esra Tromp (NED)         | 62e                      |
| 86                                 | Jermaine Post (NED)      | 89e                      |
| Directeur sportif : Leande Scheurs |                          |                          |

| Podium Ambition PAC                | Podium Ambition PAC         | Podium Ambition PAC |
| ---------------------------------- | --------------------------- | ------------------- |
| Num                                | Coureur                     | Pos                 |
| 91                                 | Grace Garner (GBR)          | 24e                 |
| 92                                 | Elizabeth-Jane Harris (GBR) | 94e                 |
| 93                                 | Sharon Laws (GBR)           | 69e                 |
| 94                                 | Claire Rose (GBR)           | 55e                 |
| 95                                 | Nicole Moerig (GBR)         | 105e                |
| 96                                 | Sarah Storey (GBR)          | 78e                 |
| Directeur sportif : Richard Storey |                             |                     |

| Poitou Charentes Futuroscope 86 FUT | Poitou Charentes Futuroscope 86 FUT | Poitou Charentes Futuroscope 86 FUT |
| ----------------------------------- | ----------------------------------- | ----------------------------------- |
| Num                                 | Coureur                             | Pos                                 |
| 101                                 | Roxane Fournier (FRA)               | 15e                                 |
| 102                                 | Pascale Jeuland (FRA)               | 13e                                 |
| 103                                 | Eugénie Duval* (FRA)                | 37e                                 |
| 104                                 | Coralie Demay (FRA)                 | 65e                                 |
| 105                                 | Aude Biannic (FRA)                  | 18e                                 |
| 106                                 | Amélie Rivat (FRA)                  | 74e                                 |
| Directeur sportif : Nicolas Marche  |                                     |                                     |

| Rally RLW                     | Rally RLW                | Rally RLW |
| ----------------------------- | ------------------------ | --------- |
| Num                           | Coureur                  | Pos       |
| 111                           | Heather Fischer (USA)    | 103e      |
| 112                           | Sara Poidevin (CAN)      | 40e       |
| 113                           | Emma White (USA)         | 38e       |
| 114                           | Jessica Prinner (USA)    | 104e      |
| 115                           | Erica Allar (USA)        | 32e       |
| 116                           | Catherine Ouelette (CAN) | 100e      |
| Directeur sportif : Zach Bell |                          |           |

| Bepink BPK                      | Bepink BPK               | Bepink BPK |
| ------------------------------- | ------------------------ | ---------- |
| Num                             | Coureur                  | Pos        |
| 121                             | Ilaria Sanguineti* (ITA) | 16e        |
| 122                             | Tereza Medvedova* (SVK)  | 61e        |
| 123                             | Elena Bissolati* (ITA)   | 102e       |
| 126                             | Giulia Nanni* (ITA)      | AB         |
| Directeur sportif : Walter Zini |                          |            |

| Tibco-SVB TIB                     | Tibco-SVB TIB            | Tibco-SVB TIB |
| --------------------------------- | ------------------------ | ------------- |
| Num                               | Coureur                  | Pos           |
| 131                               | Lauren Hall (USA)        | 88e           |
| 132                               | Kathrin Hammes (USA)     | 72e           |
| 133                               | Joanne Kiesanowski (NZL) | 33e           |
| 134                               | Kendall Ryan (USA)       | 22e           |
| 135                               | Lauren Stephens (USA)    | 77e           |
| 136                               | Brianna Walle (USA)      | ?             |
| Directeur sportif : Edward Beamon |                          |               |

| Topsport Vlaanderen-Etixx VLL    | Topsport Vlaanderen-Etixx VLL | Topsport Vlaanderen-Etixx VLL |
| -------------------------------- | ----------------------------- | ----------------------------- |
| Num                              | Coureur                       | Pos                           |
| 141                              | Kelly Druyts (BEL)            | 50e                           |
| 142                              | Demmy Druyts* (BEL)           | 107e                          |
| 143                              | Jessy Druyts* (BEL)           | 48e                           |
| 144                              | Kelly Van den Steen* (BEL)    | 45e                           |
| 145                              | Lenny Druyts* (BEL)           | 106e                          |
| 146                              | Gilke Croket (BEL)            | 71e                           |
| Directeur sportif : Davy Wijnant |                               |                               |

| Wiggle High5 WHT                        | Wiggle High5 WHT      | Wiggle High5 WHT |
| --------------------------------------- | --------------------- | ---------------- |
| Num                                     | Coureur               | Pos              |
| 151                                     | Chloe Hosking (AUS)   | 11e              |
| 152                                     | Lucy Garner* (GBR)    | 29e              |
| 153                                     | Amy Pieters (NED)     | 23e              |
| 154                                     | Amy Roberts* (GBR)    | 90e              |
| 155                                     | Danielle King (GBR)   | 53e              |
| 156                                     | Mayuko Hagiwara (JPN) | 63e              |
| Directeur sportif : Donna Rae-Szalinski |                       |                  |

| Rabo Liv Women RBW                  | Rabo Liv Women RBW            | Rabo Liv Women RBW |
| ----------------------------------- | ----------------------------- | ------------------ |
| Num                                 | Coureur                       | Pos                |
| 161                                 | Lucinda Brand (NED)           | 4e                 |
| 162                                 | Roxane Knetemann (NED)        | 82e                |
| 163                                 | Anouska Koster* (NED) (route) | 7e                 |
| 164                                 | Shara Gillow (AUS)            | 41e                |
| 165                                 | Jeanne Korevaar (NED)         | 19e                |
| 166                                 | Thalita de Jong (NED)         | 98e                |
| Directeur sportif : Koos Moerenhout |                               |                    |

| Cervélo Bigla CBT                    | Cervélo Bigla CBT           | Cervélo Bigla CBT |
| ------------------------------------ | --------------------------- | ----------------- |
| Num                                  | Coureur                     | Pos               |
| 171                                  | Nicole Hanselmann (SUI)     | 67e               |
| 172                                  | Lotta Lepistö (FIN) (route) | 95e               |
| 173                                  | Joëlle Numainville (CAN)    | 6e                |
| 174                                  | Stephanie Pohl (GER)        | 52e               |
| 175                                  | Clara Koppenburg (GER)      | 85e               |
| 176                                  | Lisa Klein (GER)            | 80e               |
| Directeur sportif : Jochen Dornbusch |                             |                   |

| Sélection nationale britannique       | Sélection nationale britannique | Sélection nationale britannique |
| ------------------------------------- | ------------------------------- | ------------------------------- |
| Num                                   | Coureur                         | Pos                             |
| 181                                   | Annasley Park* (GBR)            | 36e                             |
| 182                                   | Manon Lloyd * (GBR)             | 97e                             |
| 183                                   | Abigail Dentus * (GBR)          | 99e                             |
| 184                                   | Hayley Jones* (GBR)             | 51e                             |
| 185                                   | Megan Barker* (GBR)             | 76e                             |
| 186                                   | Emily Nelson* (GBR)             | ?                               |
| Directeur sportif : Christophe Newton |                                 |                                 |

| Liv-Plantur TLP                     | Liv-Plantur TLP         | Liv-Plantur TLP |
| ----------------------------------- | ----------------------- | --------------- |
| Num                                 | Coureur                 | Pos             |
| 191                                 | Leah Kirchmann (CAN)    | 3e              |
| 192                                 | Floortje Mackaij* (NED) | 25e             |
| 193                                 | Riejanne Markus* (NED)  | 60e             |
| 194                                 | Rozanne Slik (NED )     | 83e             |
| 195                                 | Julia Soek (NED )       | 84e             |
| 196                                 | Kyara Stijns* (NED )    | 64e             |
| Directeur sportif : Hans Timmermans |                         |                 |

| BTC City Ljubljana BTC            | BTC City Ljubljana BTC    | BTC City Ljubljana BTC |
| --------------------------------- | ------------------------- | ---------------------- |
| Num                               | Coureur                   | Pos                    |
| 201                               | Eugenia Bujak (POL)       | 21e                    |
| 202                               | Anna Plichta (POL)        | 42e                    |
| 203                               | Jelena Eric* (SRB)        | ?                      |
| 204                               | Corrina Lechner* (GER)    | 39e                    |
| 205                               | Ursa Pintar (SLO)         | 49e                    |
| 206                               | Mia Radotic (CRO) (route) | 20e                    |
| Directeur sportif : Martin Krasek |                           |                        |

Source.